# 林國雄 (演員)
林國雄（英語：Frederick Lam Kwok-hung、1957年8月29日—），出生於香港，前香港麗的電視及亞洲電視男藝員。前妻是演員陳秀雯。

## 生平
林國雄是於1977年第2期麗的電視藝員訓練班畢業後開展演員生涯。1980年代，林國雄為麗的電視的當紅小生，別名：「叉燒」（源于1979年麗的電視劇《新變色龍》中的角色），主演劇集有《驟雨中的陽光》，更於劇中結識日後妻子陳秀雯。麗的電視易手後林仍繼續留於亞洲電視，是亞洲電視藝員之中少數從未效力過無綫電視的人，並常擔任主角，作品有《濟公》。
林國雄亦經常的偶爾客串電影演出，作品有《A計劃續集》、《警察故事續集》等。1990年代後期，林國雄宣佈結束演藝人員生涯從商，而正式息影退出娛樂圈。

## 私人生活
林國雄於1980年拍攝麗的電視劇集《驟雨中的陽光》時，邂逅女主角陳秀雯，二人交往三年後於1983年結婚，後育有一子。2015年，陳承認二人已於2011年離婚。

## 軼事
有部分觀眾將他和無綫電視資深配音員林國雄或2013年病逝香港著名風水師林國雄混作同一人。

## 電視劇

### 麗的電視／亞洲電視
- 1977年 電視人 飾 鍾仔
- 1978年 追族 飾 雍繼堯
- 1978年 李後主 飾 從善
- 1978年 危險人物 飾 張偉雄
- 1978年 郎心如鐵 飾 蘇觀帶
- 1978年 變色龍
- 1979年 奇女子 飾 簡若愚
- 1979年 沈勝衣之十三殺手 飾 無腸公子
- 1979年 沈勝衣之相思夫人 飾 百變生
- 1979年 沈勝衣之骷髏殺手 飾 方信
- 1979年 新變色龍 飾 周力行（叉燒）
- 1979年 怒劍鳴 飾 范秋生
- 1980年 人在江湖 飾 李阿力
- 1980年 驟雨中的陽光 飾 朱仲敏
- 1980年 驟雨中的陽光續集 飾 朱仲敏
- 1981年 游俠張三豐 飾 燕王
- 1981年 自由萬歲
- 1981年 對對糊 飾 風筒
- 1981年 阿啦担梯 飾 賴澤武
- 1982年 大將軍 飾 武俊
- 1982年 風塵三奇俠 飾 賈太平
- 1982年 家春秋 飾 高覺慧
- 1985年 濟公 飾 濟公
- 1985年 仙女多情
- 1985年 捉鬼奇兵
- 1986年 通靈 飾 何子寧
- 1986年 濟公活彿 飾 濟公
- 1987年 龍的小子
- 1987年 文學電視之傷逝 飾 史涓生
- 1987年 佳人有難
- 1987年 天將魔星 飾 韋天寶
- 1988年 錦衣衛

### 香港電台
- 1978年 《獅子山下：高老頭》 飾 阿雄
- 1983年 《香港香港：平安夜》 飾 阿博

### 中視
- 1989年 《胭脂扣》 飾 杜慶鑫

## 電影
- 風塵 (1980)
- 老襯當旺 (1981)
- 危險人物 (1981)
- 我的媽媽（1983）
- 初哥 (1984)
- 愛情麥芽糖 (1984)
- 警察故事 (1985) 飾 李Sir
- 殭屍家族 (1986)
- A計劃續集 (1987)
- 警察故事續集 (1988) 飾 林署長

## 外部連結
- 林國雄在香港影庫上的簡介
- 林國雄在豆瓣上的资料（简体中文）
- 林國雄在时光网上的簡介（简体中文）